# Larry Nance
Para su hijo, también jugador de baloncesto de la NBA, véase Larry Nance, Jr.
Larry Donnell Nance Sr. (Anderson, Carolina del Sur, 12 de febrero de 1959) es un exjugador de baloncesto estadounidense. Procedente de la Universidad de Clemson, Nance jugó trece temporadas (1981-1994) en la NBA. De 2,08 metros de altura, su posición natural solía ser la de ala-pívot, aunque en ocasiones jugaba de pívot.
Es padre de los también jugadores de baloncesto de la NBA Larry Nance, Jr. y Pete Nance.

## Trayectoria deportiva

### Universidad
JUgó cuatro temporadas con los Tigers de la Universidad Clemson, en las que promedió 11,5 puntos, 6,7 rebotes y 1,5 asistencias por partido. En su última temporada fue incluido en el segundo mejor quinteto de la Atlantic Coast Conference.

### Profesional
Fue elegido en la vigésima posición del Draft de la NBA de 1981 por los Phoenix Suns, con los que disputó siete temporadas. El 25 de febrero de 1988 fue traspasado junto con Mike Sanders y la selección número uno de Detroit en el draft de 1988 (usado para elegir a Randolph Keys) a Cleveland a cambio de Kevin Johnson, Mark West, Tyrone Corbin y la primera ronda de Cleveland  (usada para Dan Majerle) y la segunda ronda de 1988 (usada para Dean Garrett), y la selección de segunda ronda de los Lakers en 1989 (utilizada para Greg Grant).
Nance anotó 15.687 puntos a lo largo de su carrera y cogió 7.352 rebotes, siendo quizás más conocido por ser el primer jugador en ganar el Concurso de Mates de la NBA. Su mejor año anotador fue en la temporada 1986-87, promediando 22.5 puntos por noche. En 1988 fue envuelto en un traspaso entre Phoenix Suns y Cleveland Cavaliers, en el que Kevin Johnson y una primera ronda de draft que posteriormente Phoenix utilizaría para elegir a Dan Majerle volaban a los de Arizona a cambio de Nance. En aquellos Cavaliers, Nance compartió vestuario con Brad Daugherty, Mark Price, John "Hot Rod" Williams y Ron Harper en los Cavs.
Larry Nance fue tres veces seleccionado para jugar el All-Star Game, en 1985, 1989, y 1993, y en el Mejor Quinteto Defensivo en 1989 y en el segundo en 1992 y 1993.

## Estadísticas de su carrera en la NBA

### Temporada regular
| Año     | Equipo    | PJ  | PT  | MPP  | %TC  | %3P   | %TL  | RPP | APP | ROB | TPP | PPP  |
| ------- | --------- | --- | --- | ---- | ---- | ----- | ---- | --- | --- | --- | --- | ---- |
| 1981-82 | Phoenix   | 80  | 0   | 14.8 | .521 | .000  | .641 | 3.2 | 1.0 | .5  | .9  | 6.6  |
| 1982-83 | Phoenix   | 82  | 82  | 35.5 | .550 | .333  | .672 | 8.7 | 2.4 | 1.2 | 2.6 | 16.7 |
| 1983-84 | Phoenix   | 82  | 82  | 35.4 | .576 | .000  | .707 | 8.3 | 2.6 | 1.0 | 2.1 | 17.7 |
| 1984-85 | Phoenix   | 61  | 55  | 36.1 | .587 | .500  | .709 | 8.8 | 2.6 | 1.4 | 1.7 | 19.9 |
| 1985-86 | Phoenix   | 73  | 69  | 34.0 | .581 | .000  | .698 | 8.5 | 3.3 | 1.0 | 1.8 | 20.2 |
| 1986-87 | Phoenix   | 69  | 67  | 37.2 | .551 | .200  | .773 | 8.7 | 3.4 | 1.2 | 2.1 | 22.5 |
| 1987-88 | Phoenix   | 40  | 34  | 36.9 | .531 | .400  | .751 | 9.9 | 3.1 | 1.1 | 2.4 | 21.1 |
| 1987-88 | Cleveland | 27  | 26  | 33.6 | .526 | .000  | .830 | 7.9 | 3.1 | .7  | 2.3 | 16.2 |
| 1988-89 | Cleveland | 73  | 72  | 34.6 | .539 | .000  | .799 | 8.0 | 2.2 | .8  | 2.8 | 17.2 |
| 1989-90 | Cleveland | 62  | 53  | 33.3 | .511 | 1.000 | .778 | 8.3 | 2.6 | .9  | 2.0 | 16.3 |
| 1990-91 | Cleveland | 80  | 78  | 36.6 | .524 | .250  | .803 | 8.6 | 3.0 | .8  | 2.5 | 19.2 |
| 1991-92 | Cleveland | 81  | 81  | 35.6 | .539 | .000  | .822 | 8.3 | 2.9 | 1.0 | 3.0 | 17.0 |
| 1992-93 | Cleveland | 77  | 77  | 35.8 | .549 | .000  | .818 | 8.7 | 2.9 | .7  | 2.6 | 16.5 |
| 1993-94 | Cleveland | 33  | 19  | 27.5 | .487 | .000  | .753 | 6.9 | 1.5 | .8  | 1.7 | 11.2 |
| Total   | Total     | 920 | 795 | 33.4 | .546 | .145  | .755 | 8.0 | 2.6 | .9  | 2.2 | 17.1 |

### Playoffs
| Año   | Equipo    | PJ | PT | MPP  | %TC  | %3P  | %TL  | RPP | APP | ROB | TPP | PPP  |
| ----- | --------- | -- | -- | ---- | ---- | ---- | ---- | --- | --- | --- | --- | ---- |
| 1982  | Phoenix   | 7  | 0  | 18.3 | .610 | .000 | .500 | 4.6 | 1.0 | 1.4 | 1.6 | 7.7  |
| 1983  | Phoenix   | 3  | 0  | 34.3 | .400 | .000 | .800 | 8.3 | 1.0 | 1.0 | 2.0 | 12.0 |
| 1984  | Phoenix   | 17 | 0  | 37.2 | .590 | .000 | .671 | 8.7 | 2.4 | .9  | 2.0 | 16.9 |
| 1988  | Cleveland | 5  | 5  | 40.0 | .531 | .000 | .889 | 7.2 | 3.6 | .4  | 2.2 | 16.8 |
| 1989  | Cleveland | 5  | 5  | 39.0 | .551 | .000 | .656 | 7.8 | 3.2 | .6  | 2.4 | 19.4 |
| 1990  | Cleveland | 5  | 5  | 31.8 | .578 | .000 | .750 | 4.8 | 2.4 | .6  | 2.0 | 12.2 |
| 1992  | Cleveland | 17 | 17 | 40.1 | .494 | .000 | .829 | 9.2 | 2.5 | .8  | 2.7 | 18.0 |
| 1993  | Cleveland | 9  | 9  | 36.6 | .565 | .000 | .767 | 8.2 | 2.3 | .9  | 1.6 | 26.2 |
| Total | Total     | 68 | 41 | 35.7 | .541 | .000 | .742 | 7.9 | 2.4 | .9  | 2.1 | 15.7 |